# Palazzo Catena
Il Palazzo Catena è un palazzo medievale di Asti, sito in via XX Settembre nel Rione San Paolo.
La tradizione vuole che in questo palazzo, abitasse Iginia d'Asti, protagonista dell'omonima tragedia di Silvio Pellico.

## L'origine
Il palazzo Catena è frutto dell'accorpamente di tre costruzioni ben distinte.
Una torre "gigante" del secondo periodo, prospiciente la via XX Settembre, che ha generato due corpi di fabbrica, ed un "palazzetto" posteriore che delimita il cortile interno.
Nel 1815, il canonico Incisa affermava che il proprietario del palazzo era un certo signor Casalino, che alla sua morte lo lasciò all'Ospedale dei Poveri.Dopo qualche anno passò di proprietà della famiglia Solaro, supponendo che la famiglia lo possedesse anche nel periodo medievale.
Non è dello stesso avviso il Gabiani ,che cent'anni dopo, nel suo libro " Le torri le case-forti ed i palazzi nobili medievali in Asti", asserisce che i proprietari sicuramente doveva appartenere alla famiglia Catena e da lì nasce la denominazione del palazzo.

In verità non vi sono prove fondate delle precedenti affermazioni dei due storici astigiani.

Dagli ultimi studi condotti e pubblicate dal Bera nel suo libro Asti, palazzi ed edifici nel Medioevo (Gribaudo Editore Se Di Co 2004), nel periodo medievale, probabilmente il palazzo appartiene dal XV secolo alla nobile famiglia dei Partita', e forse, in precedenza, all'antica prosapia di origine feudale dei Monte signori di Vigliano, che in quella zona detenevano le loro proprietà. A partire dal XVI secolo, molti proprietari si sono succeduti, tra i più importanti, sicuramente il ramo Alfieri di Magliano ( detti anche Alfieri-Bianco), che ne risultano proprietari nel XVII secolo.

## La struttura

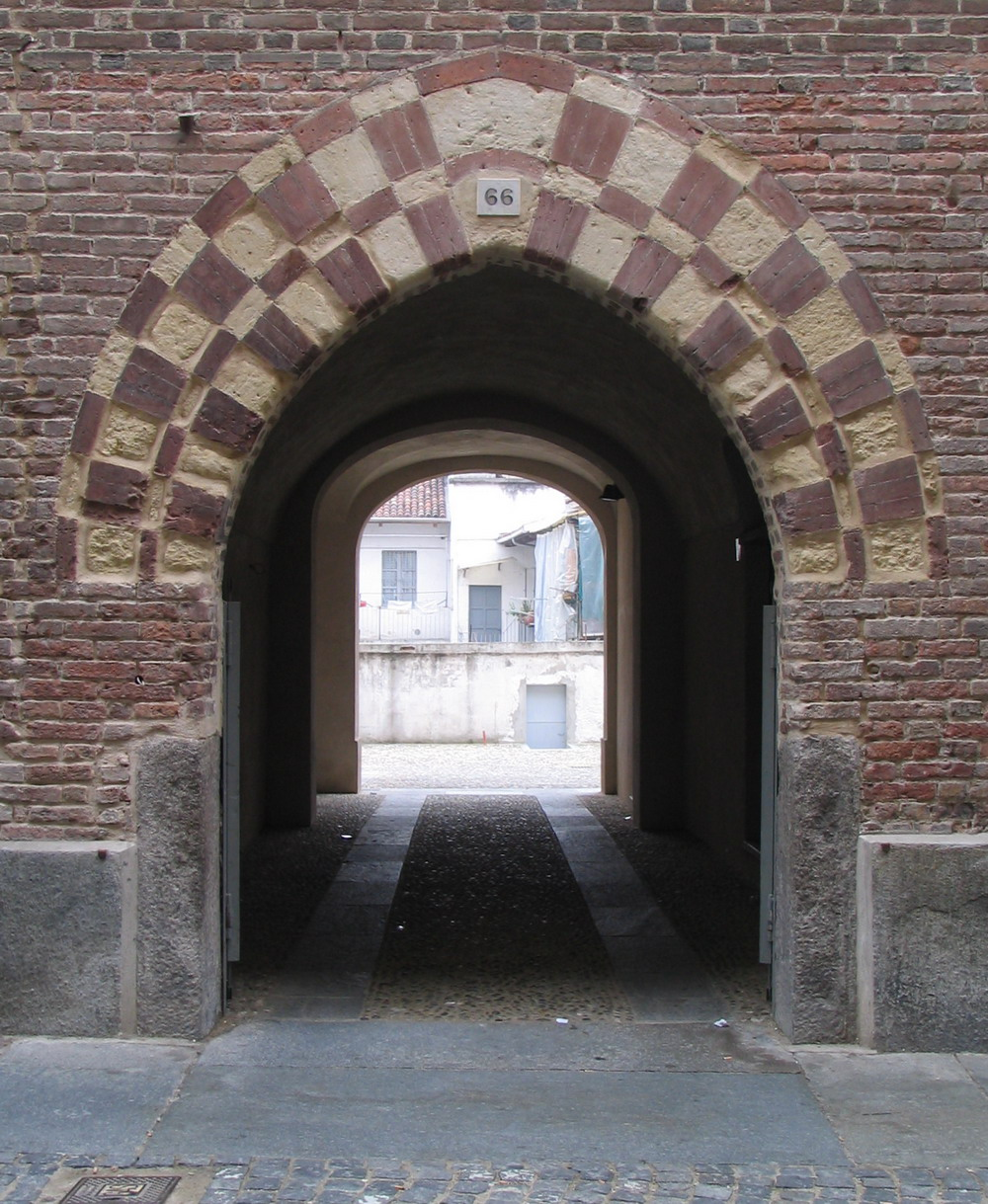
Il portone

L'edificio è il tipico esempio di palazzo costruito con due bracci ortogonali, alla cui confluenza si trova una torre gigante angolare. La parte più antica (XIII secolo) appartiene al braccio interno, perpendicolare a via XX Settembre, che presenta al piano terra un ampio loggiato ad archi a sesto acuto con cornici bicolore bianco-rosse.

Verso la fine del Duecento, si costruisce il braccio parallelo alla via (ricavandolo da alcuni edifici preesistenti), con la torre. La facciata presenta una tipica entrata "ogivale"con quattro cornici in "cotto" ed arenaria alternati.
 A destra del portale è ancora presente il bellissimo fondaco a doppia campata di volte a crociera con costoloni cilindrici; in origine il locale era seminterrato ed il pavimento collocato alcuni metri sotto il livello stradale, e solo in epoca moderna fu ricavato l'attuale piano di calpestio. 
In un primo tempo la facciata presentava tre finestre per piano: a monofora nel primo, a bifora con lussuose modanature "a ghiera concava bicolore" nel secondo. Alla fine del Trecento il palazzo subisce una trasformazione, con la riqualificazione del primo piano a "piano nobile" e la sostituzione delle strette monofore di luce ridotta con grandi finestroni-veranda, centinati e con cornici in cotto stampato.

La finestra centrale sarà a sua volta modificata in un'epoca di poco avanzata, in una finestra quadrangolare, "crociata", di cui oggi rimangono solo alcune tracce.

La semplice cornice di pietra grigia a sezione torica che in precedenza separava il primo piano dal secondo viene sostituita nella stessa epoca con un fastoso cornicione di formelle in cotto simulanti archetti trilobi, e recanti simboli zodiacali, astrologici e apotropaici. Questo tipo di decorazione rappresenta un unicum nella nostra Città: altre analoghe documentate e descritte ancora in epoca moderna andarono perdute nel corso delle indiscriminate demolizioni otto-novecentesche.  Al piano terra, nel fondaco sono caratteristiche le chiavi di volta centrali raffiguranti lo stemma dei committenti dell'epoca:  la presenza di uno stemma bandato con un leone nascente.

## La torre
La torre corrisponde a circa un terzo della facciata sul lato est, verso la Chiesa di San Paolo. Il lato esterno misura circa 7,50 metri, sul fronte carraio e circa 8 metri verso l'interno. In origine sicuramente presentava aperture a bifora, ma nel corso del XV secolo, la struttura venne "abbassata" ed "uniformata" al resto della facciata.

## Galleria d'immagini

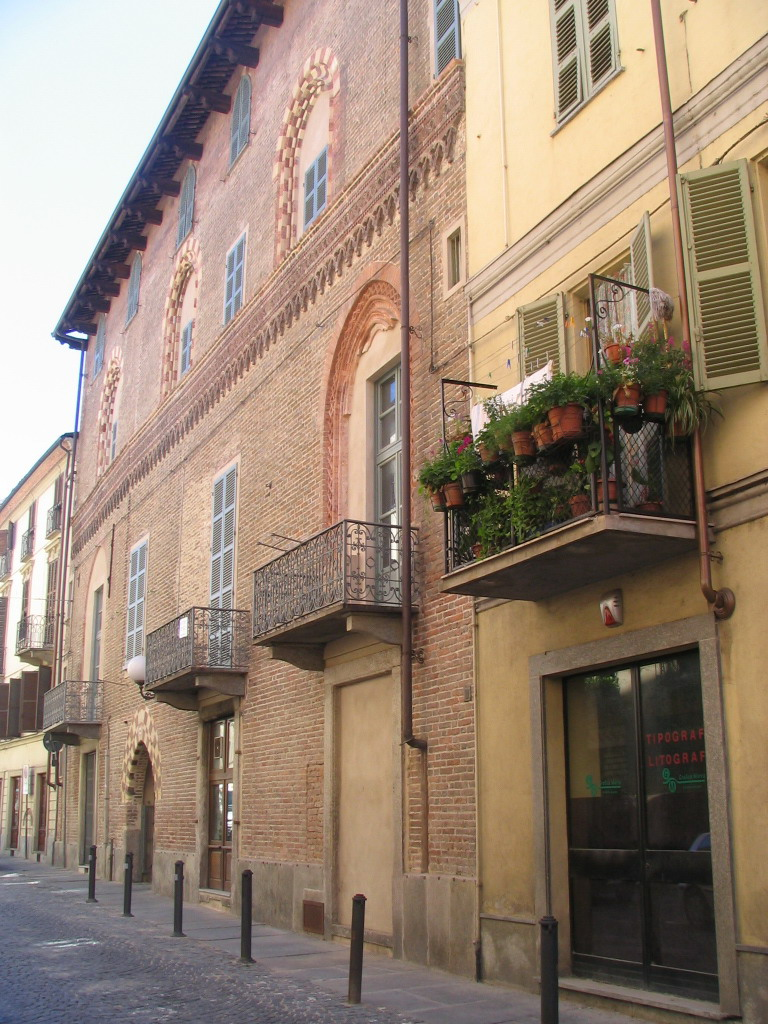
Facciata lato ovest
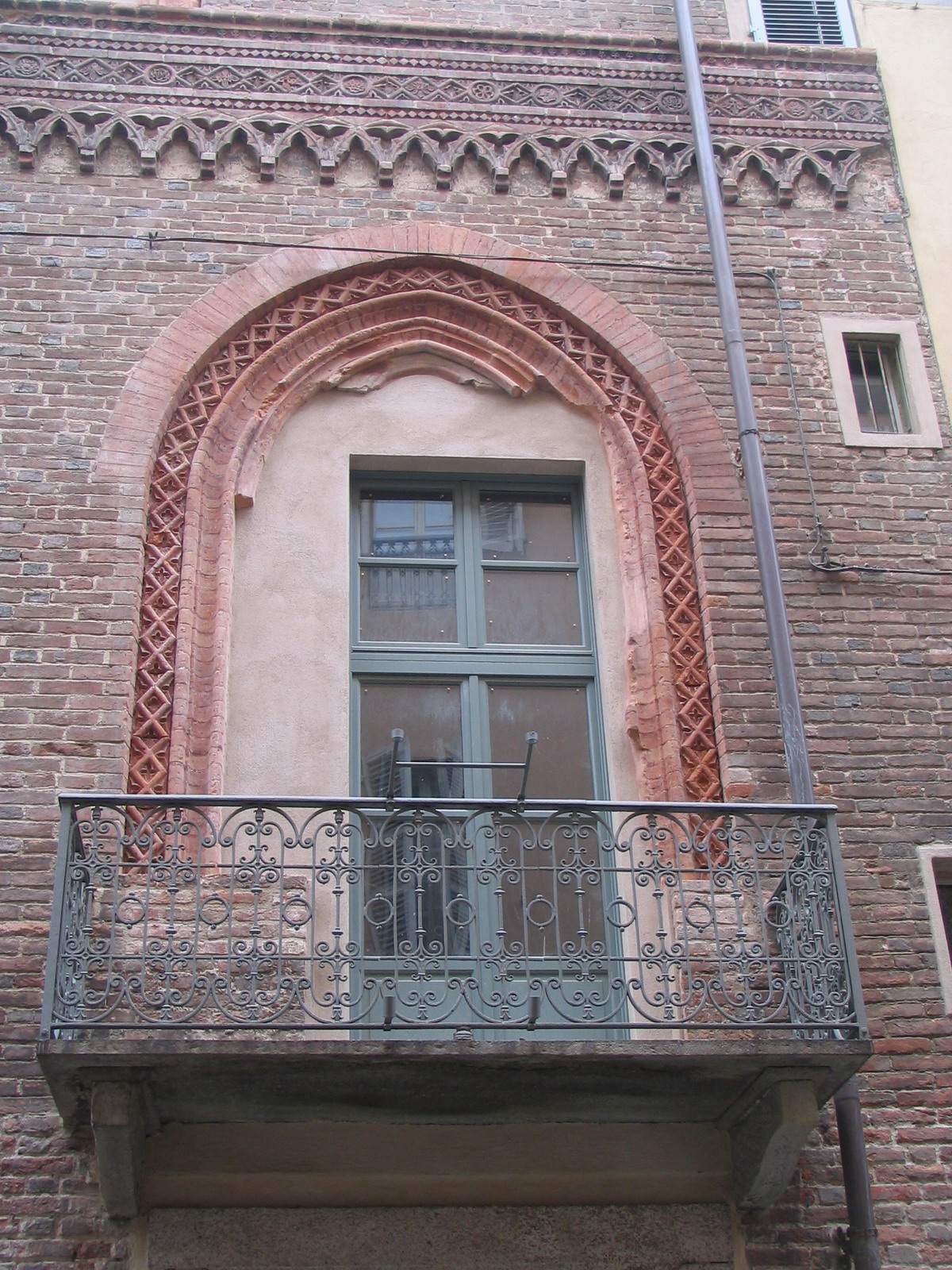
Il piano "nobile"
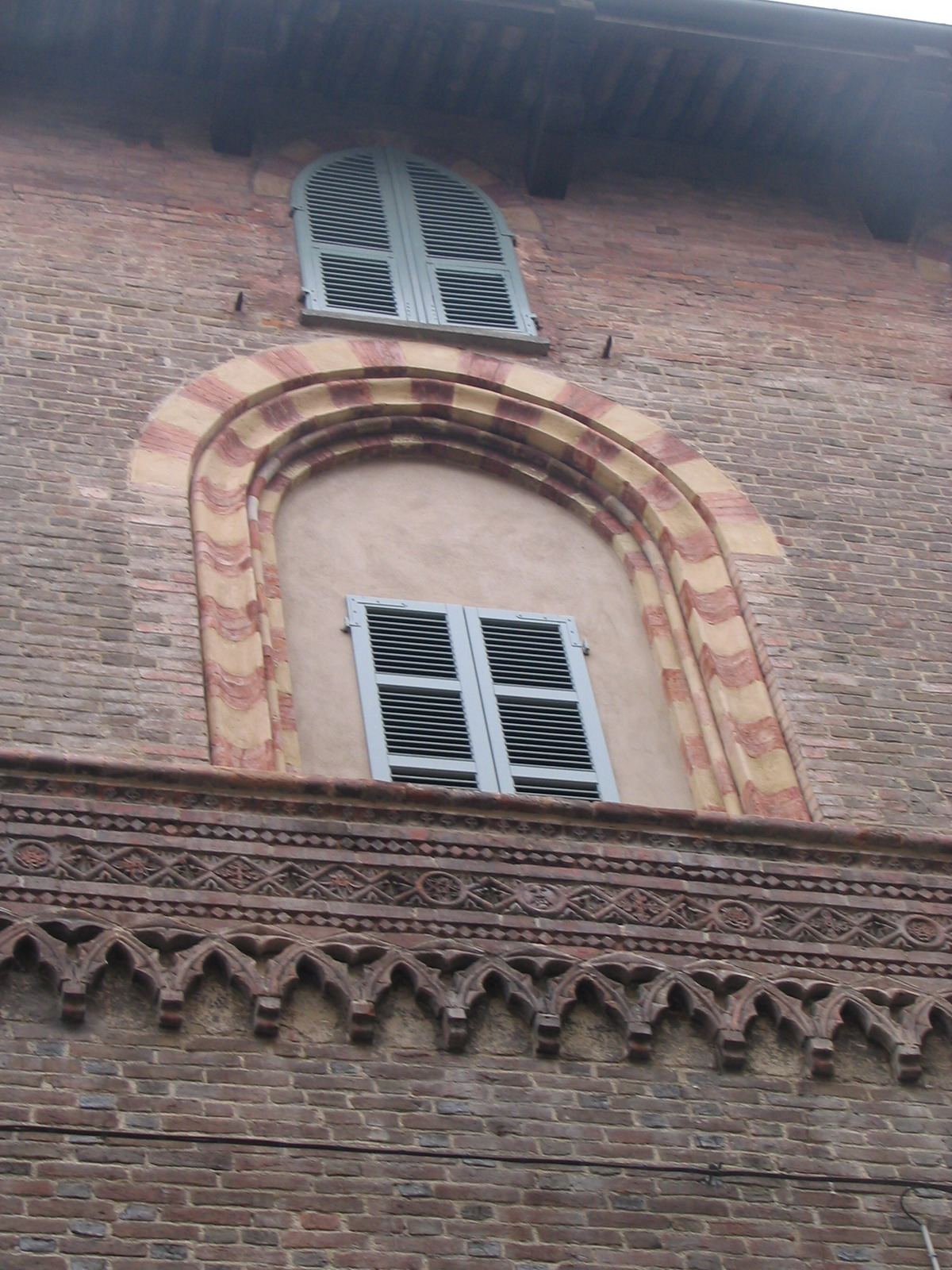
Finestra trecentesca
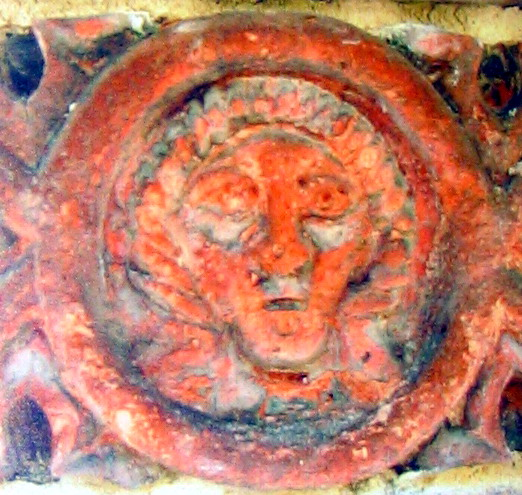
Particolare delle decorazioni in cotto
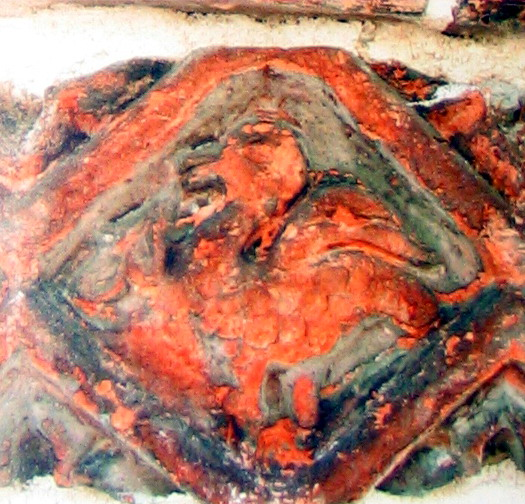
Particolare delle decorazioni in cotto
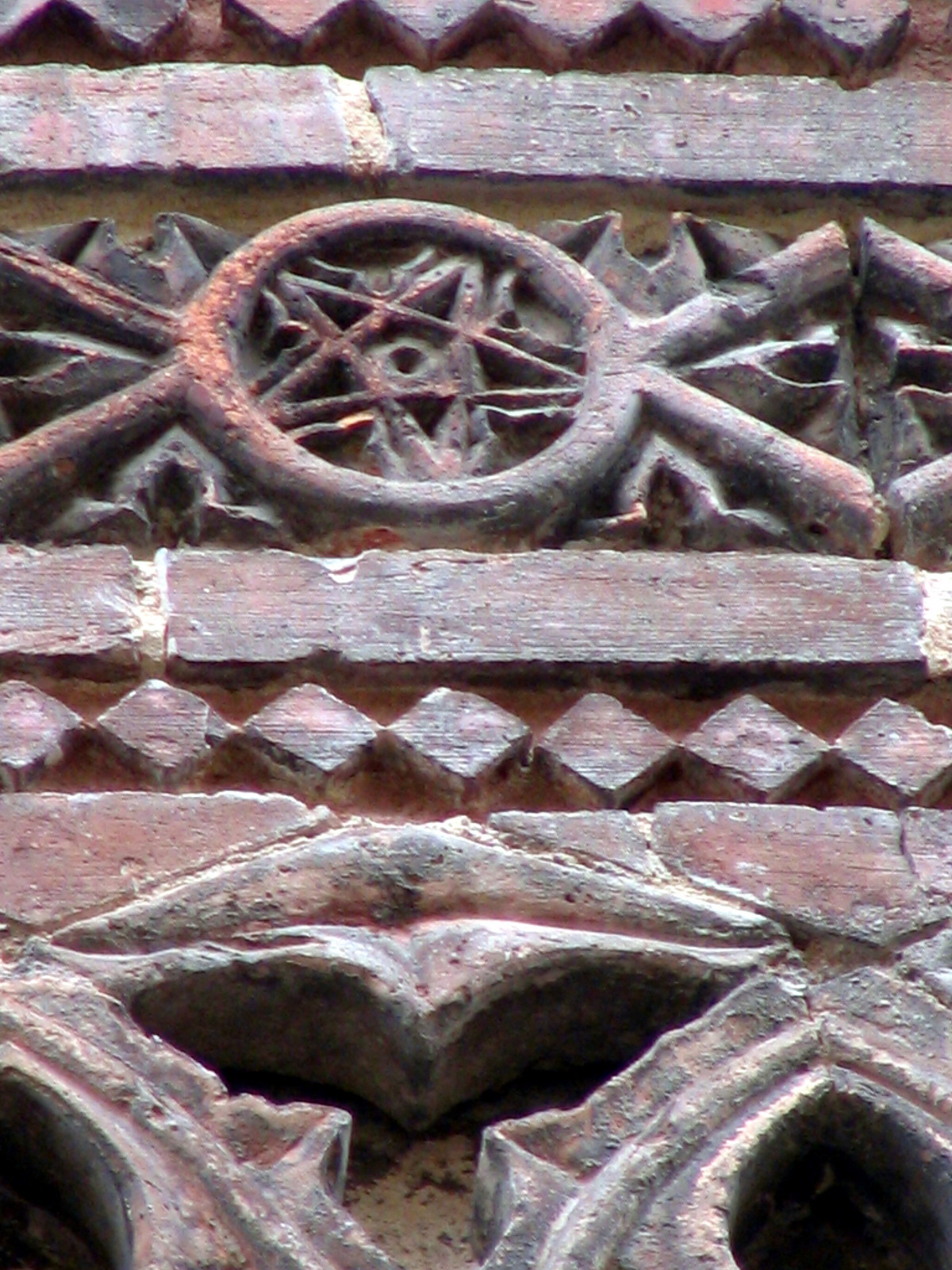
Particolare delle decorazioni in cotto
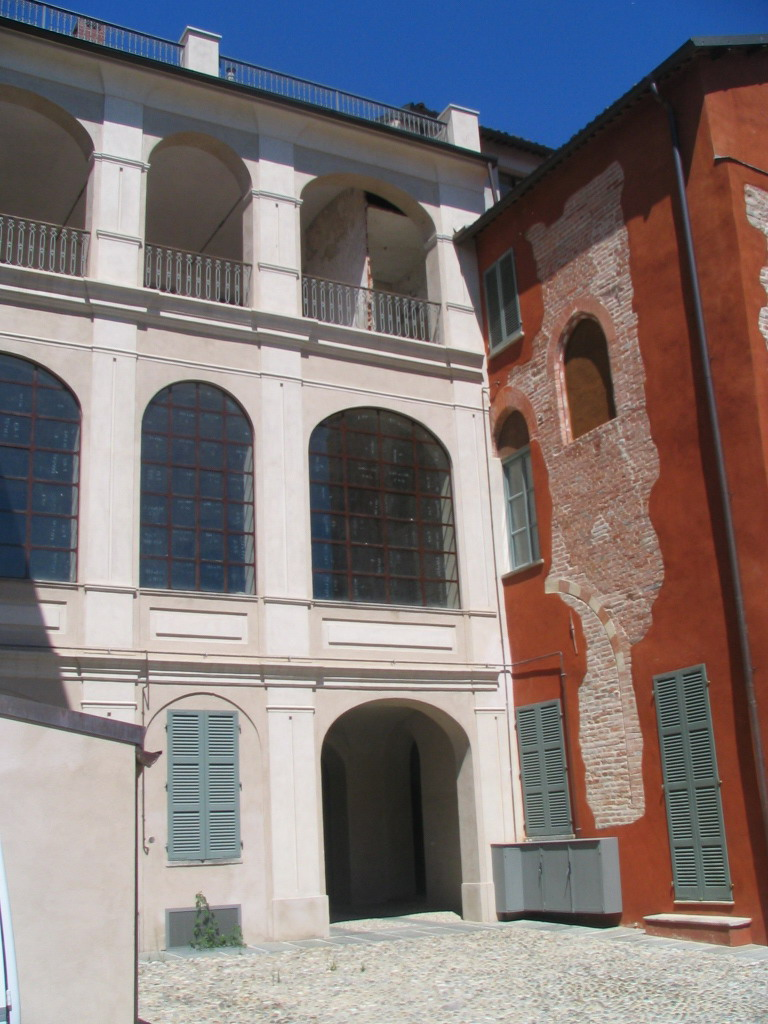
Il cortile interno
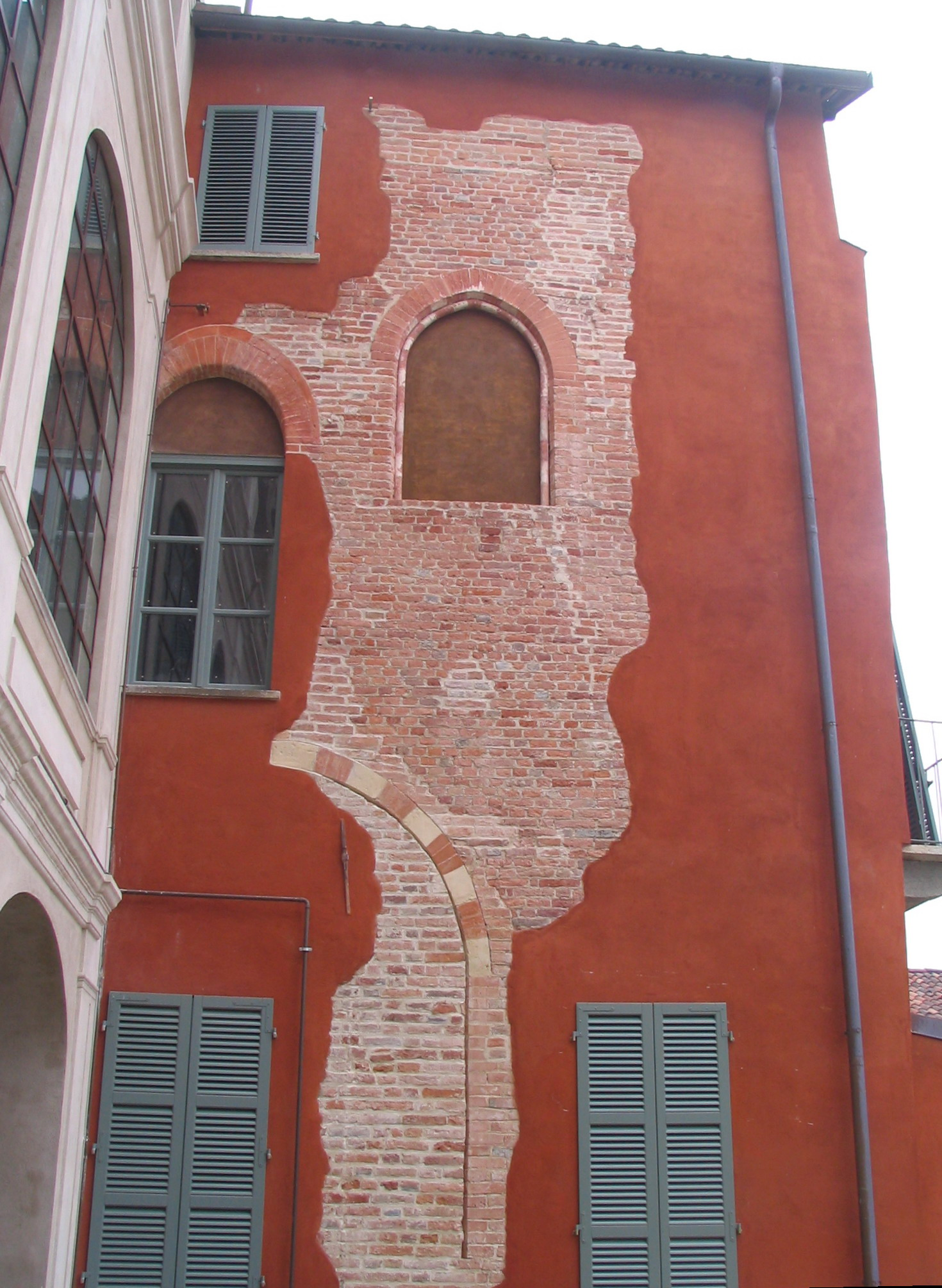
L'ala interna